# Partido Guanacaste Independiente
De Partido Guanacaste Independiente was een politieke partij in Guanacaste, een provincie van Costa Rica. De partij werd opgericht in 1989 en pleit voor een onafhankelijk Guanacaste.
De voorzitter was José Angel Jara Chavarría; eerste secretaris was Luis Eduardo (Chito) Arata Herrero.
In 2010 de partij werd officieel uitgeroepen als "geannuleerd" door het Tribunal Supremo de Elecciones.